# ルースター
ルースター（ROOSTER）は、イギリス・ロンドン出身の4人組ロックバンドである。

## 来歴
大学が一緒だったニックとルークを中心にスタートした。2002年に結成され、2004年のデビュー・シングル「カム・ゲット・サム」が全英7位のヒットとなる。2005年にはファースト・アルバム『ルースター』を発表、全英3位に達した。同年3月には初の日本公演を行い、単独公演に加え、アヴリル・ラヴィーンの日本武道館公演のオープニング・アクトも務めた。2006年には全国5か所を回るジャパンツアーを敢行した。2007年1月に解散を発表した。2022年頃からApple Musicで楽曲配信が開始された。

## メンバー
- ニック・アトキンソン（Nick Atkinson） - ボーカル
- ルーク・ポタシュニック（Luke Potashnick） - ギター
- ベン・スミス（Ben Smyth） - ベース
- デイヴ・ニール（Dave Neale） - ドラム

## ディスコグラフィ

### アルバム
1. ルースター - ROOSTER (2005年)
2. サークルズ・アンド・サテライツ - Circles And Satellites (2006年)

### シングル
1. Come Get Some
2. Staring At The Sun
3. You're So Right For Me
4. Deep and Meaningless
5. Home
6. Good To Be Here
7. One of Those Days